# キミノウタ (下川みくにのアルバム)
『キミノウタ』は、下川みくにの4枚目のアルバム。
2004年11月24日にポニーキャニオンより発売。品番はPCCA-02101。

## 内容
本作は、企画版を除けば前作となる『392 〜mikuni shimokawa BEST SELECTION〜』以降から本作発売までの間に発売された3枚のシングルのA面曲5曲を中心に収録（『それが、愛でしょう/君に吹く風』からは『あれから』が「そして、今」編といった形で収録）。これ以前のものからは、『tomorrow/枯れない花』（2002年2月20日発売）に収録されていた『キミノユメ』が「完全版」として収録されている。下川単独の作詞による曲がこれまでのアルバムの中では最多となる5曲、テレビアニメのテーマとなった曲も5曲となっている。
『Love song on the radio 〜Live in しんドル〜』は、TOKYO FMで放送されていた『しんドル』で、下川がパーソナリティを務めることになってから200回目を迎えた2004年10月28日に記念として、この日の生放送中に生レコーディングを行ったものである。この曲はその後、いずれも下川がレギュラーパーソナリティを務める『MUTUAL LOVE』『Music Spice!』火曜（いずれもFM-FUJI）のエンディングテーマ曲となって流れている。
5曲目の『遠い星』は、下川の出身地である静内（現・新ひだか町）の名を歌詞の中に盛り込んだ、いわゆるご当地ソングとなっている。

## 収録曲
1. 君に吹く風  [4:40]
作詞：何茶李 / 作曲・編曲：Sin
2. モノズキ  [4:35]
作詞：岩里祐穂 / 作曲：坂本麗衣 / 編曲：上杉洋史
3. 悲しみに負けないで  [5:34]
作詞・作曲：下川みくに / 編曲：Sin
4. all the way  [4:34]
作詞：何茶李 / 作曲・編曲：Sin
5. 遠い星  [4:21]
作詞・作曲：T2ya / 編曲：太田雅友
6. キミノユメ 〜完全版〜  [4:17]
作詞：下川みくに / 作曲・編曲：ab:fly
7. いつでも夢を  [4:24]
作詞：下川みくに / 作曲：瀬川忍 / 編曲：高山和芽
8. Remember  [4:54]
作詞・作曲：種ともこ / 編曲：井上ヨシマサ
9. Missing  [5:48]
作詞：永山耕三 / 作曲・編曲：Sin
10. KOHAKU（album mix）  [4:09]
作詞：奥井雅美 / 作曲・編曲：矢吹俊郎
11. それが、愛でしょう  [5:10]
作詞：下川みくに / 作曲・編曲：Sin
12. あれから 〜そして、今〜  [6:24]
作詞：下川みくに / 作曲・編曲：Sin
13. Love song on the radio 〜Live in しんドル〜  [3:33]
作詞・作曲・編曲：広沢タダシ